# Sh2-90
Sh2-90 è una nebulosa a emissione visibile nella costellazione della Volpetta.
Si individua nella parte settentrionale della costellazione, a nord della famosa Nebulosa Manubrio (M27) e a ESE della stella doppia Albireo (β Cygni); appare come una nube di piccole dimensioni, individuabile e fotografabile con l'ausilio di filtri e riprese a lunga esposizione. Trovandosi nell'emisfero celeste boreale, la sua osservazione è facilitata nelle regioni dell'emisfero boreale; il periodo adatto alla sua osservazione nel cielo serale è compreso fra giugno e novembre.
Sh2-90 è una piccola regione H II situata nello stesso ambiente galattico dell'associazione OB Vulpecula OB1, a breve distanza dalla nube Sh2-89, con cui condivide anche le ridotte dimensioni; possiede una struttura cava, con la parte più densa che costituisce la parete esterna della nube stessa; la sua stella eccitatrice si trova sul bordo esterno di questa struttura ad involucro. La nube giace sul bordo di una grande superbolla denominata GS061+00+51, originatasi probabilmente o dalla fusione di più bolle formate dal vento stellare delle stelle più massicce dell'associazione Vulpecula OB1, oppure dall'esplosione di più supernovae; la sua espansione è stata disturbata dalla presenza di una vicina nube molecolare, che ha determinato la forma irregolare della superbolla stessa. La nube molecolare associata a Sh2-89 e Sh2-90 è nota con la sigla LDN 798 e possiede una massa pari a 60.000 M⊙.
Nella nube sono state individuate alcune sorgenti di radiazione infrarossa, fra le quali spicca IRAS 19474+2637, legata ad un oggetto stellare giovane da cui si origina un maser ad acqua. La presenza di altre due sorgenti IRAS e di tre sorgenti di onde radio è indice della presenza di fenomeni di formazione stellare ancora in atto nella nube.